# Agapetus inaequispinosus
Agapetus inaequispinosus là một loài Trichoptera trong họ Glossosomatidae. Chúng phân bố ở miền Cổ bắc.